# Moschea di Edabaghine
La moschea di Edabaghine (in arabo مسجد الدباغين‎?) o moschea delle tannerie è una moschea tunisina situata nella Medina di Tunisi.
Si tratta di un patrimonio mondiale dell'umanità dell'UNESCO insieme a tutti i monumenti dell'area della Medina di Tunisi.
Attualmente non esiste più.

## Localizzazione
La moschea era situata nel souk Edabaghine.

## Etimologia
Il suo nome deriva  dalle tannerie, chiamate Edabaghine in arabo, che circondavano la moschea.

## Evoluzione
La moschea è stata distrutta ed è stata sostituita da delle nuove case.